# 雅庇吉亚区

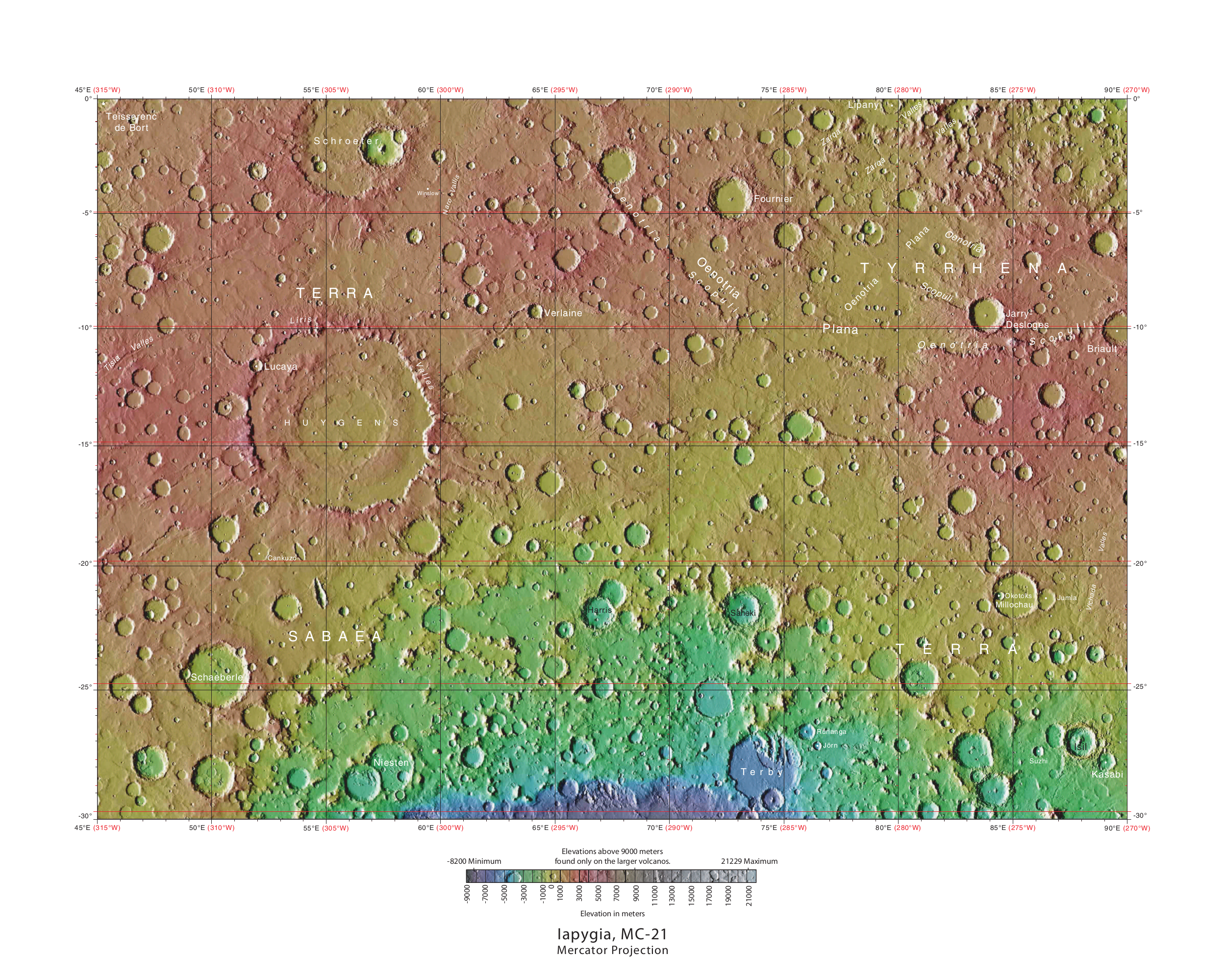
雅庇吉亚区

雅庇吉亚区（英語：Iapygia quadrangle）是美国地质调查局太空地质学研究计划（Astrogeology Research Program）对火星表面划分的30个区域之一，编号为MC-21。
雅庇吉亚区覆盖了火星西经270°至315°、南纬0°至30°的区域。该区最大的撞击坑是惠更斯撞击坑（Huygens）。